# Carmel Charles
Mary Carmel Charles (15 de juliol de 1912 – 1999) va ser una escriptora i l'última parlant de nyulnyul, una llengua aborigen d'Austràlia Occidental. Va néixer en la tribu dels nyulnyuls a la regió de Kimberley d'Austràlia Occidental en la comunitat Beagle Bay.
El text en el llibre de Charles, Winin, és bilingüe i en la part posterior del petit llibre hi ha una guia per a la pronunciació de les paraules nyulnyul i llistes de paraules traduïdes a l'anglès.
Es tracta d'una història tradicional escrita per a nens. Està situada "Al Temps dels somnis...", quan l'emú volava més alt que tots els altres ocells, i vivia a la Via Làctia. Les altres aus que volaven prop de terra eren gelosos. El brolga va dir-li a l'emu que si les seves ales es feien més petites, seria capaç de volar encara més alt, i perquè l'emú volia volar més alt que deixa que les altres aus retallessin les seves ales. Amb ales petites, l'emú no podia volar gens i sempre va romandre d'aquesta manera.
En el llibre de Charles se cita:
| «                                                   | "Vaig néixer a Missió de Beagle Bay. La meva mare Angela Mandora i el meu pare em van criar. Vaig anar a l'escola en la missió fins als quinze anys. Les monges em van ensenyar. Ara no hi ha ningú més que conegui l'idioma, només uns pocs, una o dues persones, però ells no el saben bé. M'agradaria que els nens aprenguessin l'idioma nyulnyul. Recordo que quan jo era jove, els meus pares em van explicar històries sobre els vells dies de l'emú i una brolga. Vaig començar a treballar amb Bill McGregor a Beagle Bay. Això és només una de les històries i m'alegro que finalment es publiqui. Estic orgullós que l'emú és en un llibre. Faré vuitanta-dos el 15 de juliol".. | » |
| — Mary Charles, Winin : Why the Emu Cannot Fly 1993 | |   |